# Stazione meteorologica di Sorano Pratolungo
La stazione meteorologica di Sorano Pratolungo è la stazione meteorologica di riferimento relativa all'omonima località del comune di Sorano.

## Caratteristiche
La stazione meteorologica è situata nell'Italia centrale, in Toscana, in provincia di Grosseto, nel comune di Sorano, in località Pratolungo, a 374 metri s.l.m. e alle coordinate geografiche 42°42′N 11°46′E. La sua ubicazione è in posizione estremamente continentale, ove sono possibili elevate escursioni termiche giornaliere ed annuali, oltre a numerosi tipi di effetto stau vista la sua posizione in una conca intermontana.
La stazione è gestita dal servizio idrologico regionale ed invia al Compartimento di Roma i dati rilevati sulla temperatura e le precipitazioni.

## Dati climatologici
Secondo i dati medi del trentennio 1961-1990, la temperatura media del mese più freddo, gennaio, si attesta a 4,5 °C; mentre quella dei mesi più caldi, luglio e agosto, è di +21,1 °C.
Le precipitazioni medie annue si attestano a 1190 mm, mediamente distribuite in 81 giorni di pioggia, con minimo relativo in estate, picco massimo in autunno e minimo secondario in inverno per gli accumuli; il numero dei giorni piovosi invece è pressoché identico in inverno, primavera ed autunno. Il valore di accumulo così elevato è dovuto all'ubicazione geografica in una conca intermontana, che tende a favorire fenomeni precipitativi di moderata o forte intensità.
| SORANO PRATOLUNGO   | Mesi  | Mesi  | Mesi | Mesi | Mesi | Mesi | Mesi | Mesi | Mesi | Mesi  | Mesi  | Mesi  | Stagioni | Stagioni | Stagioni | Stagioni | Anno    |
| SORANO PRATOLUNGO   | Gen   | Feb   | Mar  | Apr  | Mag  | Giu  | Lug  | Ago  | Set  | Ott   | Nov   | Dic   | Inv      | Pri      | Est      | Aut      | Anno    |
| ------------------- | ----- | ----- | ---- | ---- | ---- | ---- | ---- | ---- | ---- | ----- | ----- | ----- | -------- | -------- | -------- | -------- | ------- |
| T. max. media (°C)  | 8,8   | 8,8   | 12,1 | 15,9 | 20,8 | 26,0 | 30,2 | 30,4 | 25,3 | 19,5  | 13,7  | 10,0  | 9,2      | 16,3     | 28,9     | 19,5     | 18,5    |
| T. min. media (°C)  | 0,2   | 0,4   | 2,2  | 4,3  | 6,6  | 10,3 | 11,9 | 11,7 | 10,0 | 6,6   | 3,9   | 1,4   | 0,7      | 4,4      | 11,3     | 6,8      | 5,8     |
| Precipitazioni (mm) | 129,0 | 116,3 | 94,6 | 95,5 | 82,2 | 54,5 | 52,2 | 57,1 | 82,1 | 167,9 | 141,0 | 117,9 | 363,2    | 272,3    | 163,8    | 391,0    | 1 190,3 |
| Giorni di pioggia   | 8     | 7     | 8    | 8    | 7    | 5    | 4    | 4    | 5    | 8     | 9     | 8     | 23       | 23       | 13       | 22       | 81      |

## Temperature estreme mensili dal 1955 al 2002
In base ai dati rilevati nel periodo compreso tra il 1955 e il 2002, la temperatura massima assoluta è stata registrata nel luglio 1957 con +40,5 °C, mentre la minima assoluta di -15,0 °C risale al dicembre 1991. Va tuttavia precisato che nella serie mancano i dati del gennaio 1968, gennaio 1985, agosto 1974 e luglio 1983 che potrebbero aver fatto sfiorare o addirittura superare i record minimi invernali e quelli massimi estivi. Nella tabella sottostante sono riportati i valori con gli estremi delle temperature mensili del suddetto periodo e l'anno in cui si sono verificate.
| SORANO PRATOLUNGO (1955-2002) | Mesi         | Mesi         | Mesi        | Mesi        | Mesi        | Mesi        | Mesi        | Mesi        | Mesi        | Mesi        | Mesi        | Mesi         | Stagioni | Stagioni | Stagioni | Stagioni | Anno  |
| SORANO PRATOLUNGO (1955-2002) | Gen          | Feb          | Mar         | Apr         | Mag         | Giu         | Lug         | Ago         | Set         | Ott         | Nov         | Dic          | Inv      | Pri      | Est      | Aut      | Anno  |
| ----------------------------- | ------------ | ------------ | ----------- | ----------- | ----------- | ----------- | ----------- | ----------- | ----------- | ----------- | ----------- | ------------ | -------- | -------- | -------- | -------- | ----- |
| T. max. assoluta (°C)         | 17,4 (1955)  | 22,2 (1990)  | 24,8 (1990) | 25,0 (1961) | 30,2 (1958) | 36,2 (2002) | 40,5 (1955) | 39,9 (1962) | 34,5 (1958) | 29,8 (1990) | 24,1 (1957) | 19,5 (1979)  | 22,2     | 30,2     | 40,5     | 34,5     | 40,5  |
| T. min. assoluta (°C)         | −12,0 (1963) | −14,5 (1991) | −9,0 (1963) | −7,5 (1997) | −4,0 (1957) | 1,1 (1962)  | 4,5 (2000)  | 5,4 (1989)  | 1,3 (2001)  | −2,7 (1997) | −9,8 (1995) | −15,0 (1991) | −15,0    | −9,0     | 1,1      | −9,8     | −15,0 |